# Tamburyn prowansalski
Tamburyn prowansalski to tradycyjny instrument perkusyjny membranowy używany przez górali wypasających bydło w Prowansji (głównie w okolicach Camargue). Ma od 30 do 40 cm długości. Występuje zawsze w połączeniu z piszczałką zw. galoubet (Schwegel), trzymaną w prawej ręce, podczas gdy lewą grający uderza w tamburyn. Dźwięki wydobywa się uderzając kostną pałeczką w końcowych częściach instrumentu.